# آنا هايت هانتينغتون
آنا هايت هانتينغتون (بالإنجليزية: Anna Hyatt Huntington) هي نحّاتة أمريكية، ولدت في 10 مارس 1876 في كامبريدج في الولايات المتحدة، وتوفيت في 4 أكتوبر 1973 في Redding, Connecticut ‏ في الولايات المتحدة.

## وصلات خارجية
- آنا هايت هانتينغتون على موقع أوليمبيديا (الإنجليزية)
- آنا هايت هانتينغتون على موقع الموسوعة البريطانية (الإنجليزية)